# Chang Taek-sang
Chang Taek-sang (22. listopada 1893. – 1. kolovoza 1969.), južnokorejski političar, predsjednik vlade Južne Koreje, 3. (6. svibnja 1952. – 5. listopada 1952.). Nadimak mu je bio Changrang.

## Vanjske poveznice
- Spomen-muzej Chang Taek-sanga[neaktivna poveznica] (korejski)